# Ducháček to zařídí
Ducháček to zařídí je česká filmová komedie z roku 1938 režiséra Karla Lamače. Hlavním hrdinou je vykutálený, ale loajální koncipient (Vlasta Burian), jenž se snaží dostat z finančních i osobních problémů svého šéfa, advokáta zadlužené rodiny.

## Děj filmu
Jan Ducháček (Vlasta Burian) je velmi schopným šéfem advokátní kanceláře dr. Jiřího Fauknera (Ladislav Hemmer): dokázal vyřešit rozvod manželů Rabasových (Václav Trégl a Marie Blažková), také vyřešil žalobu statkáře Josefa Zmoka (Alois Dvorský), jen na hlavní klienty kanceláře – šlechtice z Rispaldiců je krátký. Doktor Faukner se zamiloval do jejich dcery Julie – Žili (Adina Mandlová) a kvůli tomu tajně pomáhá s finanční bilancí rodiny. Rodina chudla, nemá žádné peníze, jen dluhy. Měsíční paušály, ze kterých rodina žije, platí Faukner ze své kapsy, oni to však nevědí. Ducháčka to velmi rozčiluje. Julie odmítne Fauknerův návrh k sňatku. Juliina matka (Milada Gampeová) chce uhradit 25 tisíc na dluh svého syna Ervína (Karel Máj), doktor to odmítne a rodina, včetně dědečka korvetního kapitána (Čeněk Šlégl),  se konečně dozví, jak na tom finančně jsou a musí uspořádat aukci. Mezitím Ducháček pomáhá dr. Fauknerovi slečnu Julii usmířit. Ducháček se snaží získat 25 tisíc jinou cestou, ale marně. Na zámek přijde bankéř Zámoszki (Theodor Pištěk) se směnkou, kterou Ervín podepsal, díky lsti Ducháčka se bankéř podřekne, že i stará hypotéka, kterou rodinu tížila, byla dána omylem. Byla zrušena i směnka Ervína a rodině zase mohl doktor vyplácet rentu. Faukner se s Julií žení a Ducháček odjíždí na zaslouženou dovolenou do hor…

## Poznámka
Jde o jednu z nejproslulejších a nejznámějších rolí Vlasty Buriana. Dobrá je i zápletka rozvodu manželů Rabasových. Je to také jeden z mála filmů, kde Burian nezpíval. Originální je i úvod filmu, místo obvyklých titulků vidíme tváře autorů a herců. Snímek se stal také největší rolí Ladislava Hemmera.
Film byl natočen na motivy divadelní hry Rudolfa Österreichera a Rudolfa Bernauera o třech dějstvích "Konto X", kterou uvádělo Burianovo divadlo počátkem 30. let. Doktora Mautnera (ve filmu hrál postavu dr. Fauknera Ladislav Hemmer) hrál J. Sviták, bankéře Zámoského Theodor Pištěk a ředitele kanceláře Ducháčka Vlasta Burian.

## Technické údaje
- Rok výroby: 1938
- Premiéra: 3. června 1938
- Zvuk: zvukový
- Barva: černobílý
- Délka: 85 minut
- Druh filmu: komedie
- Země původu: Československo
- Jazyk: čeština
- Natočeno: v ateliéru a Praze

## Herecké obsazení
| Vlasta Burian          | Jan Damián Ducháček, ředitel advokátní kanceláře          |
| Ladislav Hemmer        | JUDr. Jiří Faukner, advokát a Ducháčkův šéf               |
| Milada Gampeová        | Alžběta z Rispaldiců, vdova po admirálovi                 |
| Adina Mandlová         | Julie z Rispaldiců, Alžbětina dcera                       |
| Karel Máj              | Ervín z Rispaldiců, Alžbětin syn a student agronomie      |
| Čeněk Šlégl            | Quido Krištofovič, Alžbětin otec a korvetní kapitán v. v. |
| Jaroslav Marvan        | baron Kurt Bertrand, advokát                              |
| Jiřina Sedláčková      | Helena, dcera barona Bertranda                            |
| Václav Trégl           | Jan Rabas, rozvoduchtivý manžel                           |
| Marie Blažková         | Brigita, Rabasova žena                                    |
| Theodor Pištěk         | Ignác Zamoski, bankéř                                     |
| Karel Postranecký      | Vilém, komorník u Rispaldiců                              |
| Karel Němec            | Dudek, kastelán u Rispaldiců                              |
| Milka Balek-Brodská    | písařka u Fauknera                                        |
| Ferdinand Jarkovský    | Kolomazník, koncipient u Fauknera                         |
| Václav Menger          | věřitel Rispaldiců                                        |
| Josef Oliak            | věřitel Rispaldiců                                        |
| Vladimír Pospíšil-Born | věřitel Rispaldiců                                        |
| Alois Dvorský          | Josef Zmok, hospodář a klient advokátní kanceláře         |
| Elsa Vetešníková       | Rabasova milenka Tuci                                     |

## Tvůrci a štáb
- Režie: Karel Lamač
- Předloha: Rudolf Oesterreicher a Rudolf Bernauer (divadelní hra Konto X)
- Scénář: Václav Wasserman
- Kamera: Otto Heller
- Vedoucí výroby: Václav Dražil
- Hudba: Eman Fiala
- Nahrál: Orchestr F.O.K. (řídil Eman Fiala)
- Architekt: Jan Zázvorka
- Kostýmy: František Říha, Pavla Stahlová
- Zvuk: Josef Zora
- Střih: Ervín Drexler
- Výprava: František Nestler, Rudolf Žák
- Asistent režie: František Urbánek, Jindřich Adolf
- Masky: František Rous, Josef Kobík
- Zástupce vedoucího výroby: Vratislav Innemann
- Fotograf: Antonín Frič